# ماژور سالز
ماژور سالز (به پرتغالی: Major Sales) یک منطقهٔ مسکونی در برزیل است که در ریو گرانده شمالی واقع شده‌است. ماژور سالز ۴٬۰۶۲ نفر جمعیت دارد.